# Horacio López Salgado
Horacio López Salgado (15 de setembre de 1948) és un exfutbolista mexicà.

## Selecció de Mèxic
Va formar part de l'equip mexicà a la Copa del Món de 1970.